# Coupe du monde féminine de baseball 2004
Navigation
Édition suivante
La Coupe du monde féminine de baseball  2004 est la 1re édition de cette épreuve mettant aux prises les meilleures sélections nationales. Elle s'est tenue du 30 juillet au 8 août à Edmonton au Canada.
Les États-Unis remportent le titre devant le Japon et le Canada,.

## Sélections
Cinq équipes participent à cette édition:
- Australie
- Canada
- États-Unis
- Japon
- Taïwan

L'Inde et la Bulgarie devaient participer à la compétition mais se sont retirées avant le début du tournoi.

## Format du tournoi
Les équipes s'affrontent dans une poule unique au format round robin. Les quatre premières sont qualifiées en demi-finales. Les perdants s'affrontent pour la médaille de bronze et les gagnants en finale pour le titre.
Si une équipe mène de plus de 10 points après le début de la 5e manche, le match est arrêté (mercy rule). Les règles de tie-break en cas d'égalité au classement étaient en place: d'abord le résultat des confrontations directes, et ensuite le nombre de points encaissés en moyenne par manche dans les confrontations directes.

## Premier tour
| Date       | Lieu        | Recevant   | Visiteur   | Score         |
| ---------- | ----------- | ---------- | ---------- | ------------- |
| 30 juillet | Telus Field | Taïwan     | Australie  | 5 - 7         |
| 30 juillet | Telus Field | Canada     | Japon      | 8 - 10 (8 m.) |
| 31 juillet | Telus Field | Taïwan     | Japon      | 4 - 5 (9 m.)  |
| 31 juillet | Telus Field | Australie  | États-Unis | 1 - 5         |
| 1er août   | Telus Field | États-Unis | Japon      | 5 - 4 (9 m.)  |
| 2 août     | Telus Field | États-Unis | Canada     | 1 - 2         |
| 3 août     | Telus Field | Japon      | Australie  | 1 - 7         |
| 4 août     | Telus Field | Canada     | Taïwan     | 3 - 2         |
| 5 août     | Telus Field | États-Unis | Taïwan     | 8 - 1         |
| 5 août     | Telus Field | Australie  | Canada     | 0 - 5         |

| Pl. | Équipe     | J | V | D | PM | PC | %    | Tiebreak |
| --- | ---------- | - | - | - | -- | -- | ---- | -------- |
| 1   | Canada     | 4 | 3 | 1 | 18 | 13 | .750 | 1-0      |
| 2   | États-Unis | 4 | 3 | 1 | 19 | 8  | .750 | 0-1      |
| 3   | Australie  | 4 | 2 | 2 | 15 | 16 | .500 | 1-0      |
| 4   | Japon      | 4 | 2 | 2 | 20 | 24 | .500 | 0-1      |
| 5   | Taïwan     | 4 | 0 | 4 | 12 | 23 | .500 |          |

- Le Tie-break départage les équipes aux confrontations directes.

J : rencontres jouées, V : victoires, D : défaites, PM : points marqués, PC : points concédés, % : pourcentage de victoire.

## Deuxième tour
|  | Demi-finales           | Demi-finales           |                        |   | Finale                 | Finale                 |
|  | Demi-finales           | Demi-finales           |                        |   | Finale                 | Finale                 |
|  |                        |                        |                        |   |                        |                        |
|  | 7 août 2010 à Edmonton | 7 août 2010 à Edmonton |                        |   | 8 août 2010 à Edmonton | 8 août 2010 à Edmonton |
|  | 7 août 2010 à Edmonton | 7 août 2010 à Edmonton |                        |   | 8 août 2010 à Edmonton | 8 août 2010 à Edmonton |
|  | Australie              | 2                      |                        |   | 8 août 2010 à Edmonton | 8 août 2010 à Edmonton |
|  | Australie              | 2                      |                        |   | 8 août 2010 à Edmonton | 8 août 2010 à Edmonton |
|  | États-Unis             | 12                     |                        |   | 8 août 2010 à Edmonton | 8 août 2010 à Edmonton |
|  | États-Unis             | 12                     | Japon                  | 0 |                        |                        |
|  | 7 août 2010 à Edmonton |                        | Japon                  | 0 |                        |                        |
|  |                        | États-Unis             | 2                      |   |                        |                        |
|  | Japon                  | États-Unis             | 2                      | 3 |                        |                        |
|  | Japon                  |                        |                        | 3 |                        |                        |
|  | Canada                 | 1                      |                        |   |                        |                        |
|  | Canada                 | 1                      | Match pour la 3e place |   |                        |                        |
|  |                        |                        |                        |   |                        |                        |
|  | 8 août 2010 à Edmonton |                        |                        |   |                        |                        |
|  |                        |                        |                        |   |                        |                        |
|  | Australie              | 3                      |                        |   |                        |                        |
|  | Australie              | 3                      |                        |   |                        |                        |
|  | Canada                 | 8                      |                        |   |                        |                        |
|  | Canada                 | 8                      |                        |   |                        |                        |

## Classement final
| Pl. | Sélection  |
| --- | ---------- |
|     | États-Unis |
|     | Japon      |
|     | Canada     |
| 4   | Australie  |
| 5   | Taïwan     |

## Récompenses
Voici les joueuses récompensées lors du tournoi:
| Position           | Joueuse             |
| ------------------ | ------------------- |
| Lanceuse partante  | Laura Purser-Rose   |
| Lanceuse de relève | Hanami Watanabe     |
| Receveuses         | Genevieve Beauchamp |
| Receveuses         | Alex Sickinger      |
| 1re base           | Samantha Magalas    |
| 2e base            | Laura Brenneman     |
| 3e base            | Chelsea Forkin      |
| Arrêt-court        | Yu Kawamoto         |
| Champs extérieurs  | Karine Gagné        |
| Champs extérieurs  | Melanie Harwood     |
| Champs extérieurs  | Kim Braatz-Voisard  |
| Frappeuse désignée | Katie Gaynor        |

| Récompense                          | Joueuse                  |
| ----------------------------------- | ------------------------ |
| MVP                                 | Laura Brenneman          |
| Meilleure moyenne au bâton          | Shae Lillywhite (.556)   |
| Meilleure moyenne de points mérités | Dominisha Britton (0.00) |
| Meilleur ratio V/D                  | Ella Holien (1.000)      |
| Plus de points produits             | Melanie Harwood (5)      |
| Plus de bases volées                | Miyuki Otomo (6)         |
| Plus de points marqués              | Karine Gagné (6)         |
| Meilleure défenseur                 | Keri Lemasters           |